# Painted Desert Petroglyphs and Ruins Archeological District
Le Painted Desert Petroglyphs and Ruins Archeological District est un district historique du comté de Navajo, dans l'Arizona, aux États-Unis. Protégé au sein du parc national de Petrified Forest, il est lui-même inscrit au Registre national des lieux historiques depuis le 24 juin 1976.